# Stuff Smith
Hezekiah Leroy Stuff Smith (Portsmouth, 14 de agosto de 1909 - Múnich, 25 de septiembre de 1967) fue un violinista estadounidense de jazz que pertenece a la corriente del swing. 

## Biografía
Nacido en Portsmouth (Ohio), se crio en Cleveland, donde aprendió de su padre, que era director de una orquesta, los rudimentos del violín. Cuando alcanzó un nivel adecuado de destreza con el instrumento, se unió a la formación familiar y luego, en 1926, entró a formar parte del conjunto de Alphonso Trent en Dallas. Permaneció con Trent durante tres años y dedicó también algún tiempo a tocar con Jelly Roll Morton. En 1930 regresó para trabajar una última temporada con Trent y luego se casó y se trasladó a Búffalo, donde formó su propio grupo y tocó en esa zona hasta 1935, cuando se unió a Cozy Cole y Jonah Jones para tocar de forma estable en el Onyx Club de la calle 52. El pequeño grupo, que interpretaba un intenso swing, se convirtió en poco tiempo en una gran atracción en el circuito de los clubes de jazz. 
Un disco de 1936 con el tema «I'se A-Muggin'» fue un notable éxito ese año y confirmó la estatura musical del violinista. Smith continuó dirigiendo un trío en los años cuarenta, pero las volubles modas del jazz le condenaron a tener poca repercusión. Algunos grabaciones suyas forman parte del legado del Museo Nacional de Jazz de Harlem.
Durante los años cincuenta fue llevado a los estudios de grabación de la mano de Norman Granz en varias ocasiones, sobre todo para tocar junto a Dizzy Gillespie en 1956, y esas grabaciones siguen siendo las interpretaciones más logradas de su carrera. 
A finales de los cincuenta y principios de los sesenta formó parte del circuito de giras y llegó a ser uno de los músicos preferidos de Europa. En 1965 se estableció en Copenhague y se dedicó a viajar por Europa. Falleció durante una de sus giras.